# Castelo Neidpath

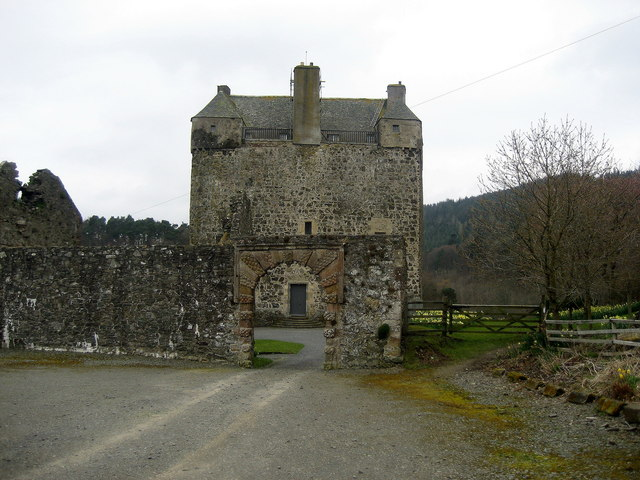
Castelo Neidpath, Escócia.

O Castelo Neidpath (em inglês:  Neidpath Castle) é um castelo do século XIV localizado em Peebles, Scottish Borders, Escócia.

## História
Durante séculos foi residência da família Hays de Yester. Em 1654, o Conde de Tweeddale ampliou a estrutura, construiu estábulos e jardins.
Atualmente a propriedade pertence ao Lorde Wemyss.
Encontra-se classificado na categoria "A" do "listed building" desde 23 de fevereiro de 1971.

## Estrutura
A parte mais antiga foi construída provavelmente no final do século XIV, sendo realizados mais alterações no final do século XVI ou inicio do século XVII, quando os dois andares superiores foram remodelados. Outra remodelações tiveram lugar entre 1653 e 1686. Não existe nenhuma evidência da barmkin original, a parte mais antiga restante é no lado sul e este do pátio.